# دانشگاه بانکوک

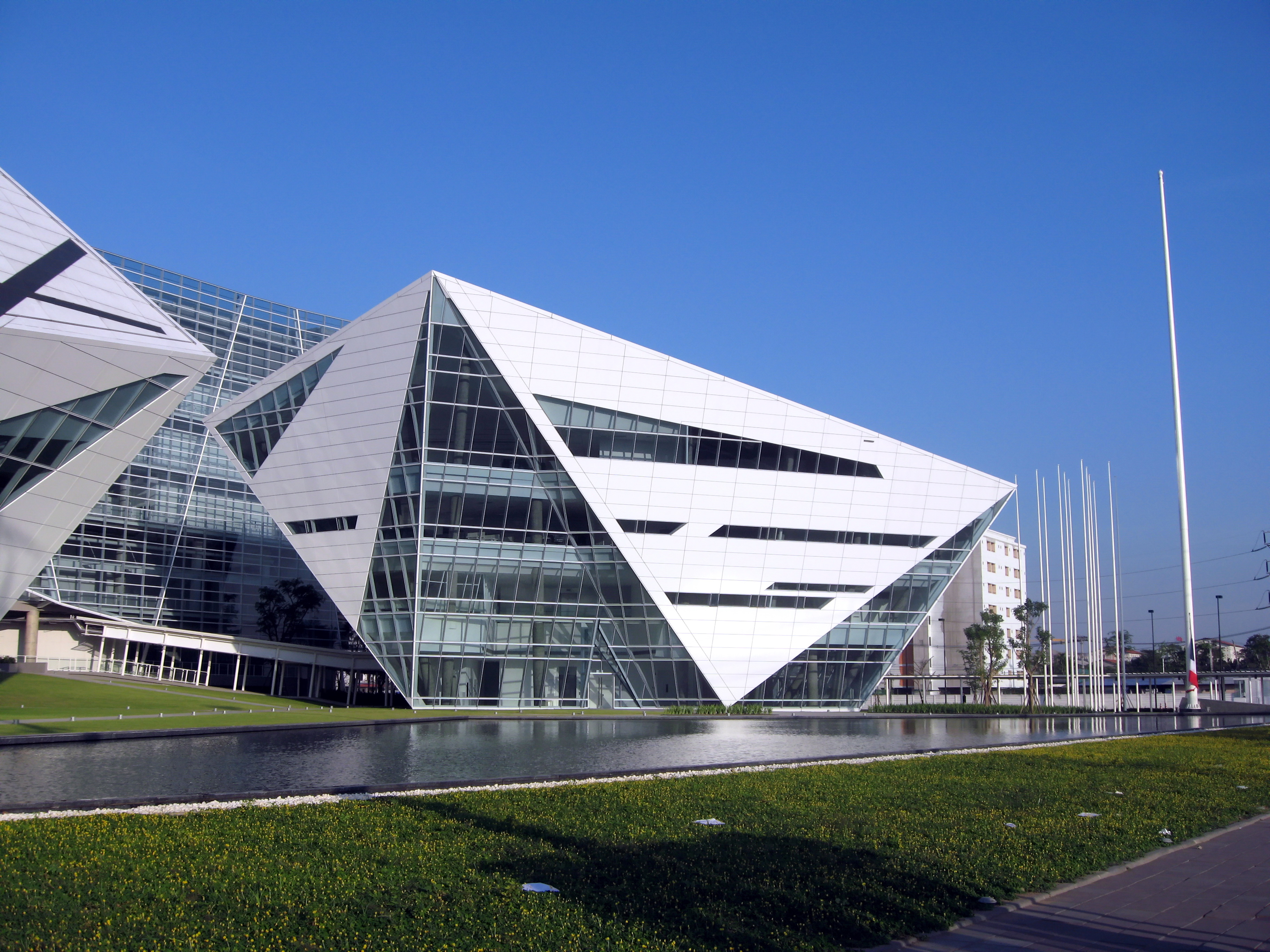
دانشگاه بانکوک (به لاتین: Bangkok University) یک دانشگاه در تایلند است که در بانکوک واقع شده‌است.